# Mariusz Panczyk
Mariusz Panczyk – polski farmaceuta, prof. dr hab. nauk medycznych i nauk o zdrowiu, zatrudniony w Zakładzie Edukacji i Badań w Naukach o Zdrowiu Warszawskiego Uniwersytetu Medycznego.

## Życiorys
W 2007 roku na Wydziale Farmaceutycznym Uniwersytetu Medycznego w Łodzi, pod kierunkiem Marka Mirowskiego, obronił pracę doktorską pt. Polimorfizm genu MDR1 (ABCB1) kodującego białko oporności wielolekowej u osób chorych na raka jelita grubego w populacji łódzkiej. Habilitował się na podstawie pracy Ocena systemu kwalifikacji kandydatów oraz efektywności nauczania na kierunku pielęgniarstwo studiów I i II stopnia na Warszawskim Uniwersytecie Medycznym w latach 2005–2015 na Wydziale Nauk o Zdrowiu Warszawskiego Uniwersytetu Medycznego.
Z Zakładem Edukacji i Badań w Naukach o Zdrowiu (dawn. Zakład Dydaktyki i Efektów Kształcenia) Warszawskiego Uniwersytetu Medycznego jest związany od roku 2008, od 2014 kieruje Pracownią Ewaluacji i Doskonalenia Kształcenia Medycznego. 